# 9e cérémonie des Utah Film Critics Association Awards
La 9e cérémonie des Utah Film Critics Association Awards (UFCA Awards), décernés par la Utah Film Critics Association, a eu lieu le 20 décembre 2013, et a récompensé les films réalisés dans l'année.

## Palmarès

### Meilleur film
- Gravity
  - Twelve Years a Slave

### Meilleur réalisateur
- Alfonso Cuarón pour Gravity
  - Steve McQueen pour Twelve Years a Slave

### Meilleur acteur
- Chiwetel Ejiofor pour le rôle de Solomon Northup dans Twelve Years a Slave
  - Oscar Isaac pour le rôle de Llewyn Davis dans Inside Llewyn Davis

### Meilleure actrice
- Adèle Exarchopoulos pour le rôle d'Adèle dans La Vie d'Adèle
  - Cate Blanchett pour le rôle de Jasmine dans Blue Jasmine
  - Sandra Bullock pour le rôle du Dr Ryan Stone Gravity

### Meilleur acteur dans un second rôle
- Bill Nighy pour le rôle du père de Tim dans Il était temps (About Time)
  - Michael Fassbender pour le rôle d'Edwin Epps Twelve Years a Slave

### Meilleure actrice dans un second rôle
- Scarlett Johansson pour le rôle de Samantha (voix) dans Her
  - Jennifer Lawrence pour le rôle de Rosalyn Rosenfeld dans American Bluff (American Hustle)

### Meilleur scénario original
- Le Dernier Pub avant la fin du monde (The World's End) – Edgar Wright et Simon Pegg
  - Cet été-là - Nat Faxon et Jim Rash

### Meilleur scénario adapté
- Before Midnight – Richard Linklater, Julie Delpy, Ethan Hawke et Kim Krizan
  - Twelve Years a Slave -  John Ridley

### Meilleure photographie
- Gravity – Emmanuel Lubezki
  - Inside Llewyn Davis - Bruno Delbonnel

### Meilleur film en langue étrangère
- La Vie d'Adèle  France
  - Le Passé  France

### Meilleur film d'animation
- La Reine des neiges (Frozen)
  - La Colline aux coquelicots (コクリコ坂から)
  - Le vent se lève (風立ちぬ)